# Esdoornmeeldauw
De esdoornmeeldauw (Sawadaea tulasnei)  is een echte meeldauwschimmel behorend tot de familie Erysiphaceae. Deze biotrofe parasiet leeft op (afgevallen) bladeren van esdoorn (Acer) op rijke zandgronden in loofbossen.

## Kenmerken
De macroconodia meten 16–28 × 10–18 µm en de microconodia  7–11 × 6–9 µm. Het aanhangsel is overwegend onvertakt.

## Verspreiding
De esdoornmeeldauw komt voor in bijna heel Europa, Centraal-Azië, Siberië, het Verre Oosten van Rusland, China en Japan. Hij komt zeer zeldzaam in Nederland voor. Hij staat niet op de rode lijst en is niet bedreigd.

## Foto's

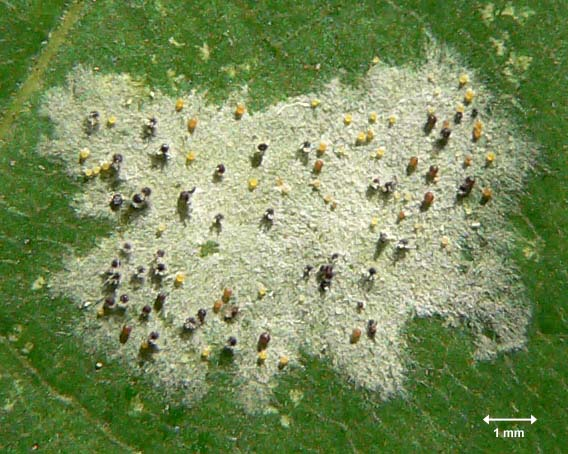
Esdoornblad met esdoornmeeldauw
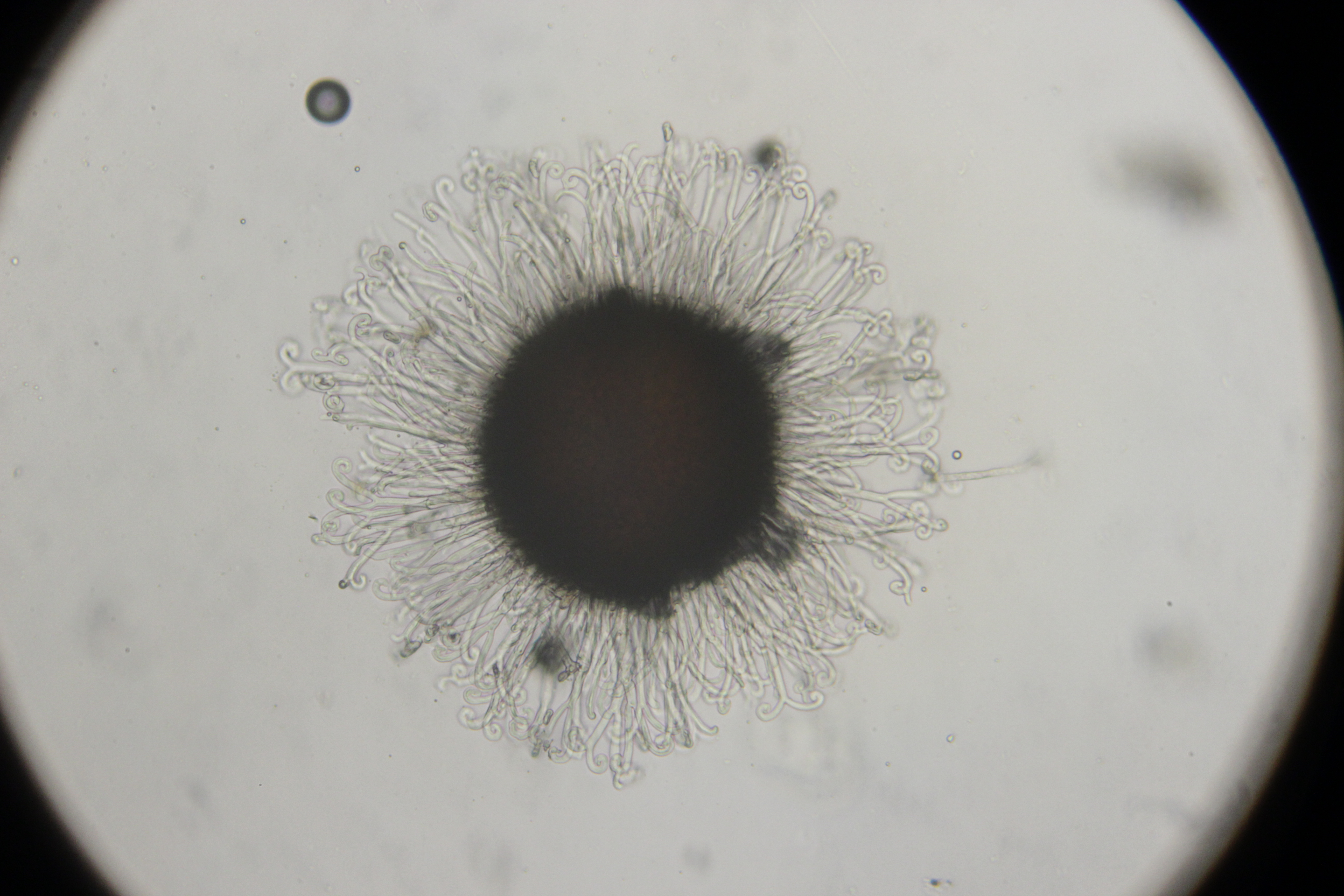
Cleistothecium
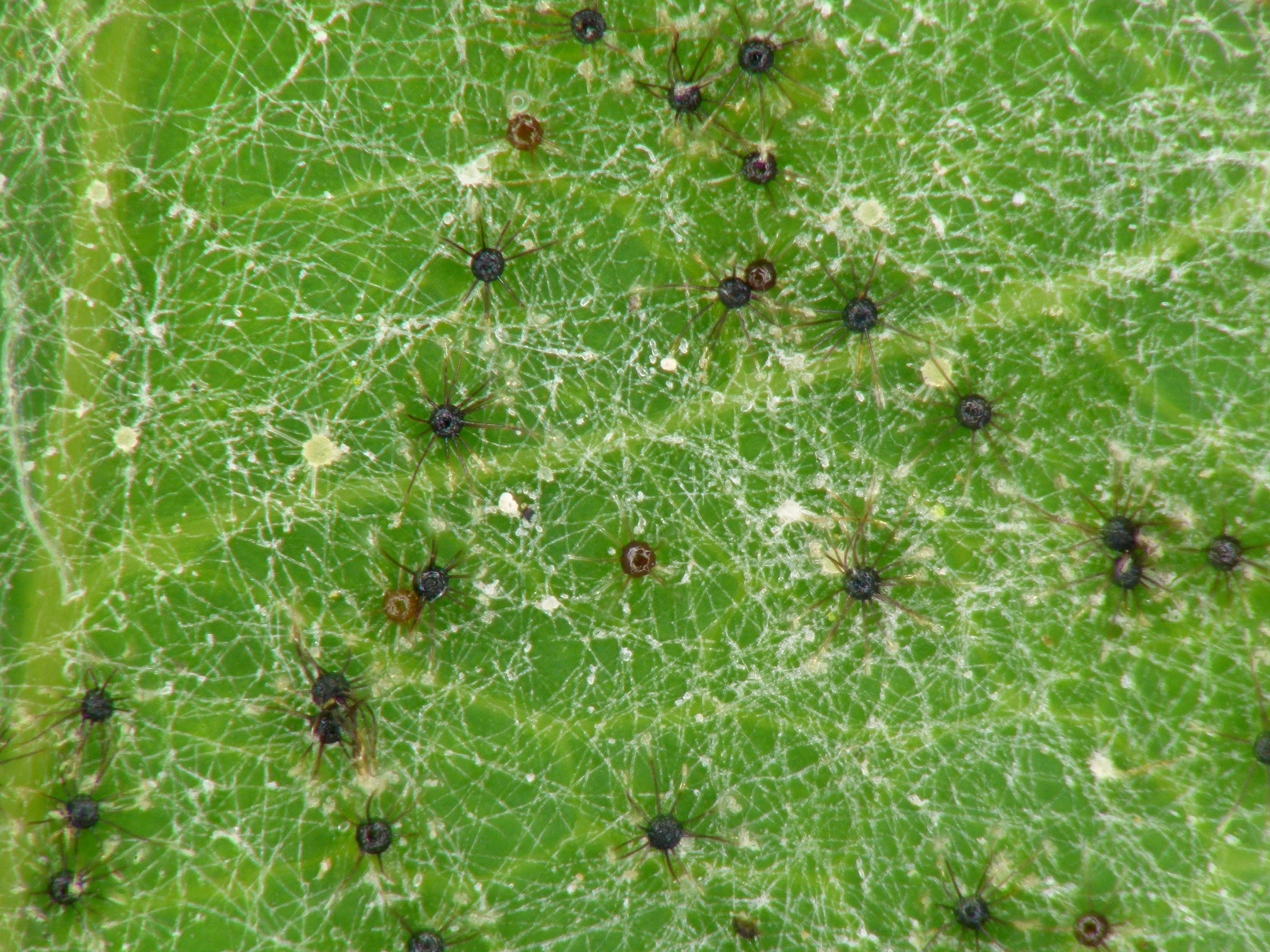
Myceliale hyfen en cleistothecia
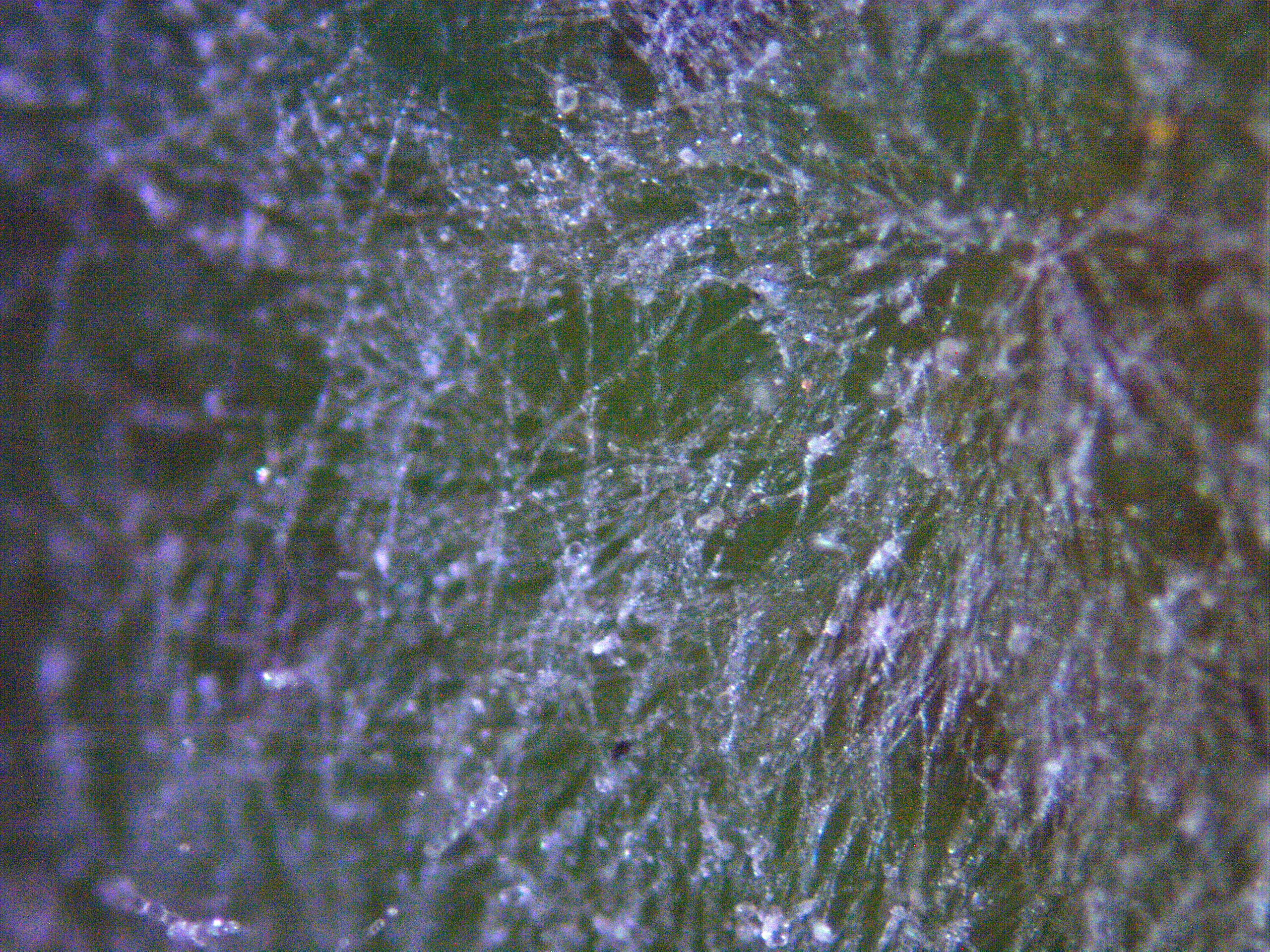
Myceliale hyfen